# Bucznik (Karkonosze)
Bucznik (niem. Buchhübel, 660 m n.p.m.) – szczyt w Karkonoszach w obrębie Pogórza Karkonoskiego, na południowy wschód od Szklarskiej Poręby i na południowy zachód od Michałowic.
Zbudowany z granitu karkonoskiego. Na południowo-zachodnim zboczu niewielkie skałki Paciorki.
Cały masyw porośnięty lasem.